# (840) Зенобия
(840) Зенобия (лат. Zenobia) — астероид главного пояса, который был открыт 25 сентября 1916 года немецким астрономом Максом Вольфом в Гейдельбергской обсерватории и назван в честь царицы Пальмиры — Зенобии.

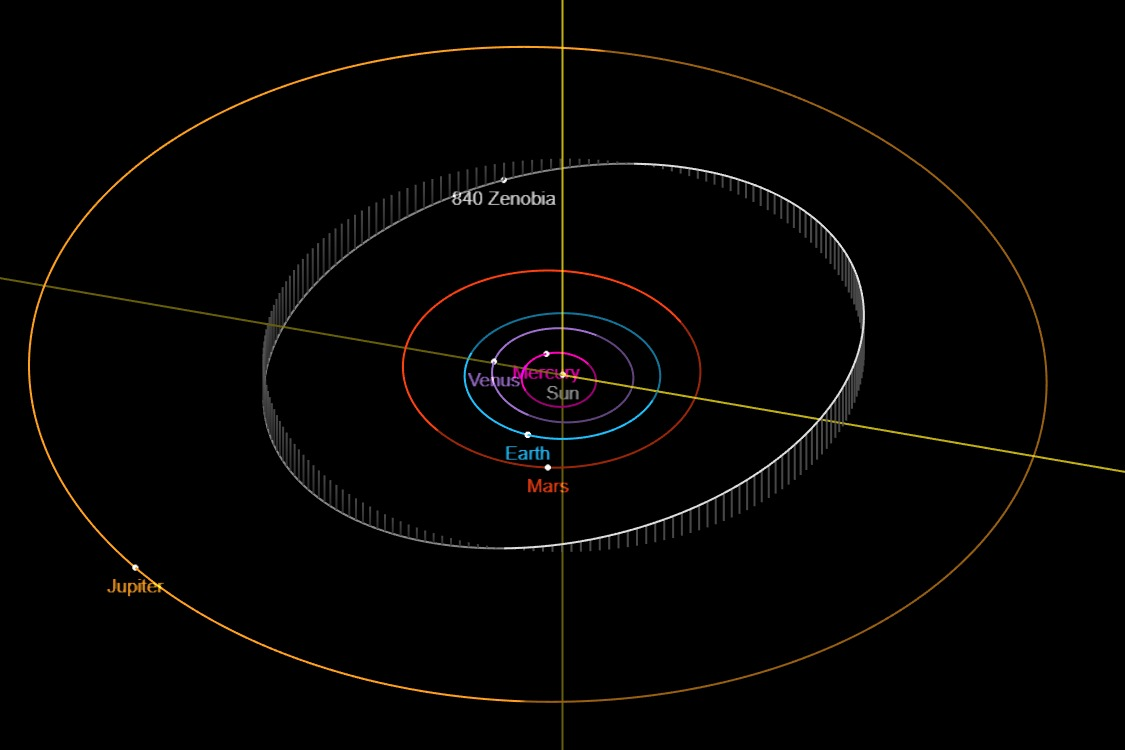
Орбита астероида Зенобия и его положение в Солнечной системе

Фотометрические наблюдения, проведённые в 2006 году в обсерватории Palmer Divide, позволили получить кривые блеска этого тела, из которых следовало, что период вращения астероида вокруг своей оси равняется 5,565 ± 0,005 часам, с изменением блеска по мере вращения 0,20 ± 0,02 m.